# محمد حسنین هیکل

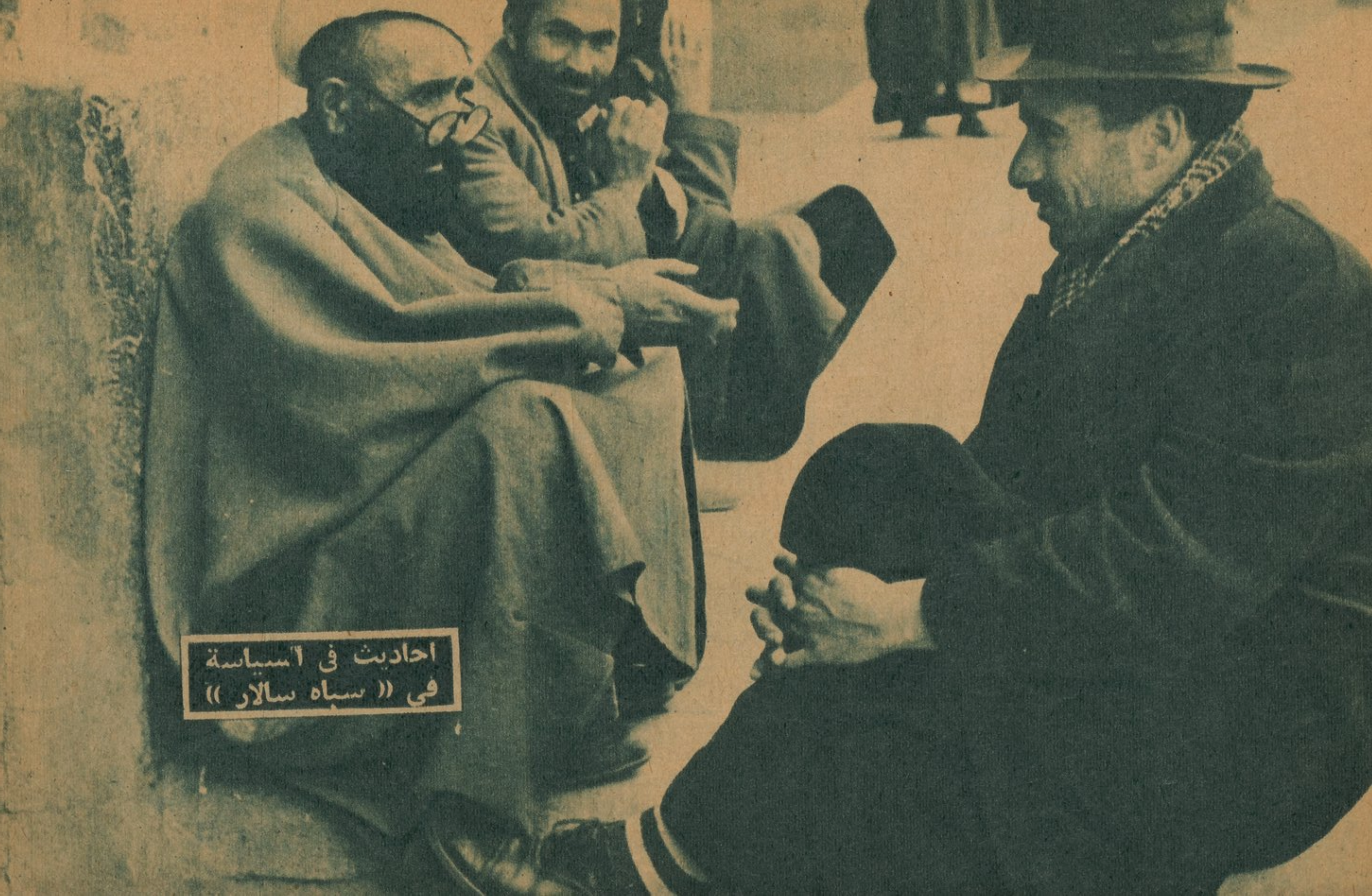
هیکل در حال گفتگو با یک روحانی در مسجد سپهسالار تهران، ۱۹۵۱

محمد حسنین هیکل (زاده ۲۳ سپتامبر ۱۹۲۳ - درگذشت ۱۷ فوریه ۲۰۱۶) روزنامه‌نگار نامدار مصری بود که به مدت ۱۷ سال سردبیر روزنامه الاهرام مصر بود.
هیکل مدتی سردبیر روزنامه الاهرام بود که ایدئولوژی ناسیونالیسم عربی ارائه شده از سوی جمال عبدالناصر، رئیس‌جمهور و رهبر سابق ملی‌گرای مصر در دهه ۱۹۶۰ میلادی را منتشر می‌کرد. او مدتی نیز وزیر اطلاع‌رسانی مصر و برای مدت کوتاهی وزیر امور خارجه این کشور بود. او برای سال‌ها یکی از مهم‌ترین و بانفوذترین تاریخ‌نگاران و مفسرین امور مصر و جهان عرب به ویژه در خصوص دوران پر از تحولات ناصر بود. در سال ۱۹۷۰، هنگام درگذشت جمال عبدالناصر، به عنوان مشاور بر بالینش حاضر بود. گفته می‌شود هیکل از افراد مذاکره‌کننده با ایران برای آزادسازی گروگان‌های آمریکایی نیز بوده است. او نخستین کتاب خود را در ۱۹۵۱ پس از سفر یک ماهه به ایران نوشت که ایران بر فراز آتشفشان نام دارد. پس از مصاحبه با سید روح‌الله خمینی و عده دیگری از مسئولین بعد از انقلاب ایران، کتاب بازگشت آیت الله: انقلاب ایران از مصدق تا خمینی را به انگلیسی در لندن منتشر کرد که بعداً به عربی ترجمه شد و به نام توپ‌های آیت الله - داستان ایران و انقلاب منتشر گردید.
در روز چهارشنبه ۱۷ فوریه ۲۰۱۶ به صورت رسمی اعلام شد که این نویسنده برجسته عرب، پس از مدت‌ها درگیری با بیماری در سن ۹۲ سالگی درگذشت.

## زندگی
محمد حسنین هیکل در ۲۳ سپتامبر ۱۹۲۳ میلادی در روستای باسوس واقع در استان قلیوبیه مصر به دنیا آمد.

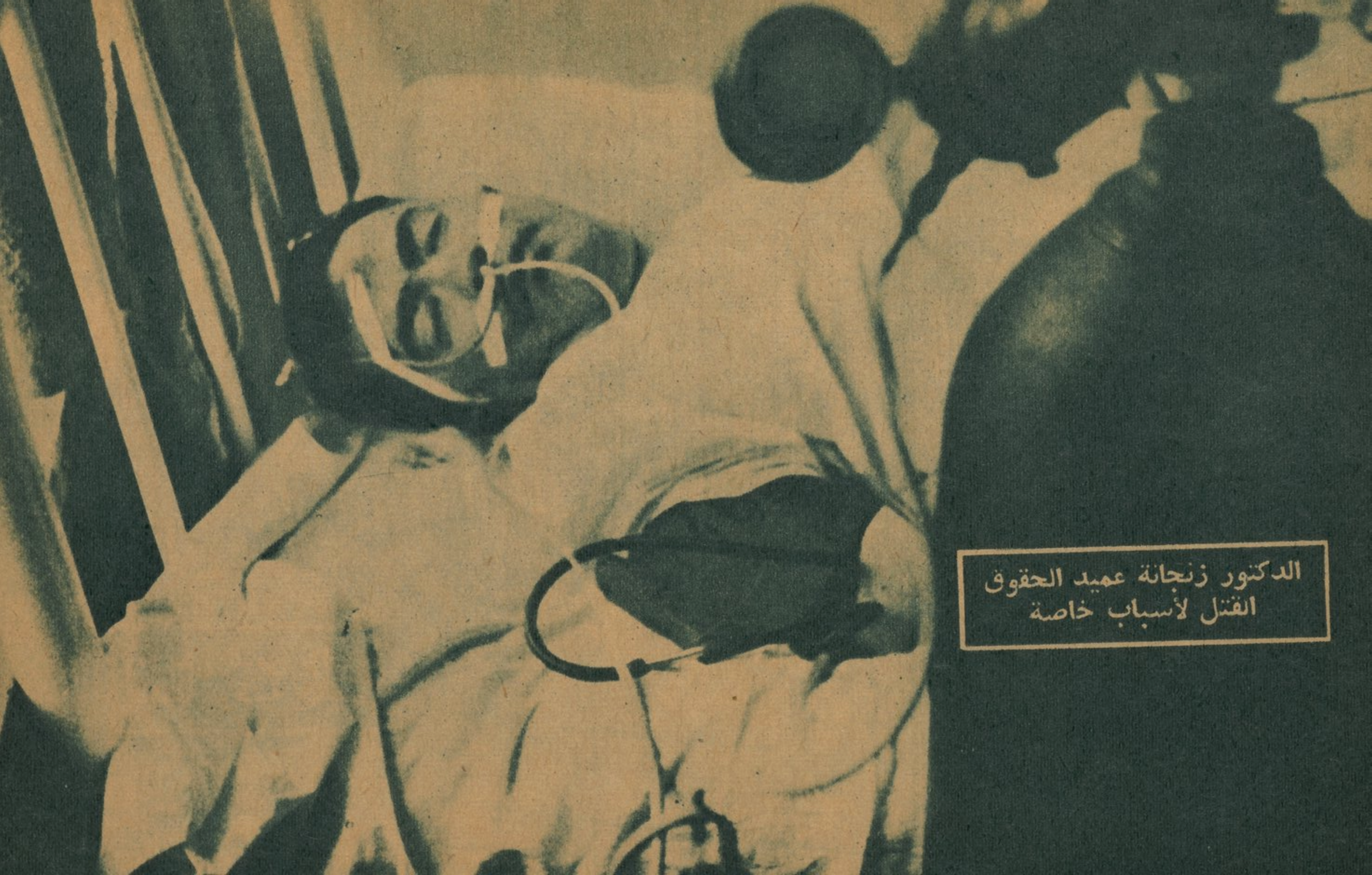
هیکل که برای گزارش ترور رزم‌آرا به ایران سفر کرده بود، یکماه ماندگار شد و حاصل آن اولین کتاب او بنام ایران برفراز آتشفشان بود که حاوی تصاویر زیادی است

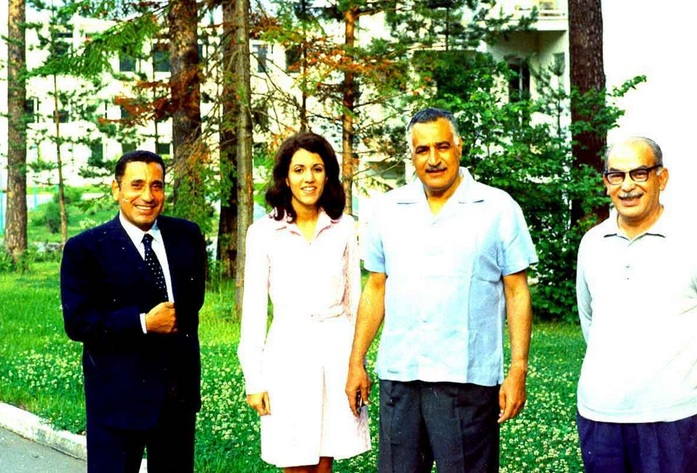
درکنار ناصر، سال ۱۹۶۷

گزارش‌های او از نهضت ملی شدن صنعت نفت در ایران به رهبری محمد مصدق توجه زیادی را در جهان عرب به خود جلب کرده بود. گفته می‌شود که جمال عبدالناصر تحث تاثیر نهضت ملی‌شدن صنعت نفت ایران به ملی‌کردن کانال سوئز اقدام کرد. گزارش‌‌های هیکل از جنبش ملی‌شدن صنعت نفت ایران و مصدق در سال ۱۹۵۱ در کتابی با عنوان ایران روی آتش‌فشان منتشر شد. او ۱۷ سال سردبیر روزنامه مشهور مصری الاهرام بود و این روزنامه در دوره سردبیری او پرتیراژترین روزنامه جهان عرب محسوب می‌شد. هیکل یکی از همکاران و مشاوران نزدیک جمال عبدالناصر بود و هنگام مرگ ناصر در سال ۱۹۷۰ بر بالین او حاضر بود. پس از مرگ ناصر، هیکل و روزنامه الاهرام با جانشین او، انور سادات، درافتاد و همراه با صدها نفر از منتقدان دیگر بازداشت شد. یکی از دلایل درگیری او با سادات امضای قرارداد صلح کمپ دیوید با اسرائیل در سال ۱۹۷۹ بود. پس از  ترور سادات و به قدرت رسیدن حسنی مبارک در سال ۱۹۸۱، هیکل از زندان آزاد شد و به خارج رفت. در سال ۲۰۰۰ دو باره به مصر بازگشت.  گفت‌وگوهای او با هفت نفر از افراد مهم جهان یعنی خوآن کارلوس (پادشاه اسپانیا)، آلبرت اینشتین (فیزیک‌دان آلمانی)، جواهر لعل نهرو (یکی از رهبران جنبش استقلال هند و نخستین نخست‌وزیر هند)، یوری آندروپوف ( ششمین رهبر شوروی)، محمدرضا پهلوی (شاه ایران)، ژنرال مونتگمری (از فرماندهان نظامی ارتش بریتانیا در جنگ جهانی دوم) و راکفلر (سرمایه‌دار بزرگ آمریکایی) در کتاب او با نام دیداری دوباره با تاریخ جمع‌آوری شده است.

## خانواده
همسر محمد حسنین هیکل، هدایت تیمور نام دارد که در سال ۱۹۵۵ با یکدیگر ازدواج کردند که حاصل آن سه فرزند به نام‌های علی، احمد و حسن بود.

## هیکل و ایران

### جنبش ملی شدن صنعت نفت ایران
هیکل برای سال‌های متمادی در ایران حضور داشت و گزارش‌های وی از نهضت ملی شدن نفت به دست محمد مصدق و یاران وی در ایران مصر را تکان داد و منجر به دستور جمال عبدالناصر برای ملی شدن کانال سوئز شد.

### مصاحبه‌ها با سید روح‌الله خمینی
او در تاریخ‌های دوم دی ۱۳۵۷ و بیست و هشتم آذر ۱۳۵۸ دو مصاحبه با سید روح‌الله خمینی داشته است. او همچنین مکاتباتی نیز با سید روح‌الله خمینی داشته است. او نظر خود را راجع به خمینی این چنین بیان کرد: «روح‌الله خمینی مانند تیری بود که از قرن ششم به قرن بیستم پرتاب شد.».

### پیرامون تشیع ایرانی

#### تقیه
حسنین هیکل در مورد «تقیه» گفت: «در تشیع هرگاه جان افراد تهدید می‌شود، می‌توانند از نظر شرعی عقیده‌شان را پنهان دارند. خواه ناخواه شیعه در میان آن‌هایی که به دلایلی از اقتدار متمرکز سنی رنجیده بودند، مثل طبقات محروم و بدون امتیاز اقلیت‌ها و کسانی مثل ایرانی‌ها، موافقانی پیدا نمود. ایرانی‌ها هنگامی که فاتحان عرب بر آن‌ها تاختند، اسلام را قبول کردند؛ اما یک احساس هویت ملی را حفظ نمودند. ایرانیان ممکن بود که به مقامات بلندی در دولت‌ها دست می‌یافتند، اما نمی‌توانستند حکومت کنند و از این احساس رنج می‌بردند. از اینجاست که آیت‌ﷲ خمینی در زمانه‌ی انقلاب اشاره کرد که ایرانیان در حال حاضر به مرحله‌ای از بلوغ و استقلال رسیده‌اند که دیگر نباید «تقیه» را ضروری بشمارند؛ زیرا در گذشته از آن سوء استفاده‌ی بسیار کرده‌اند».

#### عزاداری محرم
«شدت اندوه عزاداری‌ای که در محرم به یادبود شهادت حسین(ع) به چشم می‌خورد، چیزی است که هیچ بیننده‌ای نمی‌تواند آن‌را فراموش کند؛ عمامه‌های سیاه روحانیون و چادرهای سیاه زنان ایرانی، این صحنه غم و اندوه را تأکید می‌کند»
«ایران با میراث ادبی و هنری خود که رقبای اندکی در جهان دارد، یکی از بزرگ‌ترین و پایدارترین تمدن‌ها را به جهان عرضه داشته است؛ اما این عنصر غم و ناامیدی، آن‌را تحت الشعاع قرار می‌دهد».

## آثار
هیکل آثار بسیاری نوشته که از جمله آن‌ها دیداری دوباره با تاریخ به فارسی منتشر شده است (ترجمهٔ احسان موسوی خلخالی، میترا، ۱۳۹۳). سلطان الواعظین در کتاب شب‌های پیشاور خود از حذف شدن (یا نیاوردن) بخش مربوط به حجة‌الوداع و واقعه غدیر خم از تاریخ اسلام در حیاة محمّد توسط محمد حسنین هیکل به شدت انتقاد می‌کند. وی عضو وابسته فرهنگستان ایران، موسوم به فرهنگستان اول بود.
- اسناد قاهره: داستان درونی ناصر و رابطه او با رهبران جهان، شورشیان و دولتمردان (نیویورک: دابل دی، ۱۹۷۳)، شابک ۹۷۸۰۳۸۵۰۶۴۴۷۷
- راهی به رمضان (نیویورک: کوآدرانگل/نیویورک تایمز بوک کو. ، ۱۹۷۵)، شابک ۹۷۸۰۸۱۲۹۰۵۶۷۰
- ابوالهول و کمیسر: ظهور و سقوط نفوذ شوروی در جهان عرب (لندن: کالینز، ۱۹۷۸)، شابک ۹۷۸۰۰۰۲۱۶۷۸۷۱
- جنگ اکتبر (تاج، ۱۹۸۰)، شابک ۹۷۸۰۳۹۴۵۹۵۹۹۶۲
- بازگشت آیت الله: انقلاب ایران از مصدق تا خمینی (لندن: دویچ، ۱۹۸۱)، شابک ۹۷۸۰۲۳۳۹۷۴۰۴۰
- ایران: روایت ناگفته (کتاب‌های پانتئون، ۱۹۸۲)(توسط حمید احمدی)، شابک ۹۷۸۰۳۹۴۵۲۲۷۵۳
- پاییز خشم: ترور سادات (لندن: دویچ، ۱۹۸۳ و لندن: کورگی، ۱۹۸۴)(در آن به تحلیل دلایل ترور سادات و ظهور اسلام سیاسی پرداخت)، شابک ۹۷۸۰۵۵۲۹۹۰۹۸۱
- بریدن دم شیر (لندن: اس. داچ، 1986 & نیویورک: آربور هواس، ۱۹۸۷)(مترجم: حسین ابو ترابیان)، شابک ۹۷۸۰۲۳۳۹۷۹۶۷۰
- توهمات پیروزی: دیدگاه عرب از جنگ خلیج فارس (لندن: فونتانا، ۱۹۹۳)، شابک ۹۷۸۰۰۰۶۳۷۹۴۵۴
- کانال‌های مخفی: داستان درونی مذاکرات صلح اعراب و اسرائیل (لندن: هارپر کالینز، ۱۹۹۶)، شابک ۹۷۸۰۰۰۶۳۸۳۳۷۶

## دیدگاه‌ها
در سال ۲۰۱۵، روزنامه السفیر لبنان، مصاحبه ای تفصیلی با هیکل داشت و دربارهٔ مهم‌ترین موضوعات منطقه با وی سخن گفت. هیکل در این مصاحبه سخنانی پیرامون حمله عربستان به یمن مطرح کرد. او پیرامون با خام دانستن نسل جدید حکام سعودی، پیش‌بینی کرد که «عربستان در باتلاق یمن غرق خواهد شد». او همچنین با تأکید بر اینکه نقش عربستان سعودی برای همیشه در یمن به پایان خواهد رسید، گفت که عربستان سعودی و همپیمانان آن در جنگ خود با یمن شکست خواهند خورد و یمنی‌ها در پایان پیروز خواهند شد.